# Steirische Harmonika
Een Steirische Harmonika is een diatonische wisseltonige accordeon die veel bespeeld wordt in met name Oostenrijk, Beieren, Zuid-Tirol, Tsjechië en Slovenië. Het verschil met andere diatonische accordeons, ofwel trekzakken, ligt vooral in het gebruik van de sterk klinkende heliconbassen en de gelijktoon.
Dit type accordeon leent zich vooral voor de volksmuziek uit die regio en werd in Wenen ontwikkeld. Steirisch verwijst dan ook niet direct naar de Oostenrijkse Steiermark, maar naar de volksmuziek uit de Alpen die ook wel Steirisch wordt genoemd. 